# Toutang (köping i Kina, Guangxi)
Toutang (kinesiska: 头塘镇, 头塘) är en köping i Kina. Den ligger i den autonoma regionen Guangxi, i den södra delen av landet, omkring 180 kilometer nordväst om regionhuvudstaden Nanning. Antalet invånare är 23432. Befolkningen består av 11 508 kvinnor och 11 924 män. Barn under 15 år utgör 15,0 %, vuxna 15-64 år 75 %, och äldre över 65 år 8,0 %.
Genomsnittlig årsnederbörd är 1 600 millimeter. Den regnigaste månaden är juni, med i genomsnitt 328 mm nederbörd, och den torraste är februari, med 23 mm nederbörd.